# Graetheide (plaats)
Graetheide (Limburgs: (De) Graathei) is een gehucht in de gemeente Sittard-Geleen, in het zuiden van de Nederlandse provincie Limburg. Tot 2001 viel deze plaats onder de voormalige gemeente Born. Graetheide valt voor het postcodeboek en de BAG onder de formele woonplaats Born, maar heeft wel een aparte bebouwde kom met een eigen plaatsnaambord. Er wonen circa 260 mensen
Het gehucht ligt in een landelijk gebied, ongeveer een kilometer ten zuidwesten van de kom van Born, langs het Julianakanaal en aan de gelijknamige weg die Born met de Bergerweg verbindt. De weg, die elders Oude Baan en Oude Postbaan wordt genoemd, is een restant van een oude hoofdweg tussen Maastricht en Roermond van vóór de aanleg van de rijksweg Maastricht - Nijmegen en de A2. De bebouwing bestaat hoofdzakelijk uit boerderijen en woonhuizen die over een lengte van circa 650 meter aan weerszijden van deze weg zijn gelegen. Het is daarmee een typisch lintdorp. Het ligt op een hoogte van circa 40 tot 50 meter boven NAP.
De naam van het gehucht is afgeleid van het gebied waarin het is gelegen, de Graetheide, een voormalig heidegebied op een laaggelegen plateau (het Graetheideplateau) in Zuid-Limburg.
Steden: Geleen · Sittard

Dorpen: Born · Buchten · Einighausen · Grevenbicht · Guttecoven · Holtum · Limbricht · Munstergeleen · Obbicht · Papenhoven

Buurtschappen en gehuchten: Abshoven · Daniken · Graetheide · Harrecoven · Rosengarten · Schipperskerk · Windraak

Woonwijken: Baandert · Broeksittard · Geleen-Centrum · Geleen-Noord · Geleen-Zuid · Hondsbroek · Kemperkoul · Kluis · Kollenberg-Park Leyenbroek · Limbrichterveld · Lindenheuvel · Oud-Geleen · Overhoven · Sanderbout · Sittard-Centrum · Stadbroek · Vrangendael

Limburg: Steden en dorpen      Nederland: Provincies · Gemeenten